# Erich von Däniken
Erich Anton Paul von Däniken (Zofingen, Suiza, 14 de abril de 1935) es un autor suizo de varios libros que hacen afirmaciones sobre las supuestas influencias extraterrestres en la cultura humana primitiva, entre ellos el best-seller Recuerdos del futuro (1968).
Von Däniken es una de las principales figuras responsables de popularizar las hipótesis del "paleocontacto" y de los antiguos astronautas. Las ideas expuestas en sus libros son rechazadas por la inmensa mayoría de científicos y académicos, que clasifican su trabajo como pseudohistoria, pseudoarqueología y pseudociencia. Al principio de su carrera, fue juzgado y condenado por varios cargos de fraude o malversación e incluso escribió uno de sus libros en prisión.
El escritor ha sido acusado de plagio por su obra El oro de los dioses, donde utilizó fotografías sin permiso y se adjudicó una expedición a la Cueva de los Tayos, la cual se demostraría que era falsa.

## Primeros años
Nació en Zofingen. Asistió a la escuela católica internacional de Saint-Michel en Friburgo (Suiza). Durante su escolaridad rechazó las interpretaciones bíblicas de la Iglesia y desarrolló su interés por la astronomía y el fenómeno de los platillos volantes.
A la edad de 19 años, von Däniken fue condenado a cuatro meses de prisión por robo. Von Däniken dejó la escuela y trabajó como aprendiz en un hotel suizo
y como empleado en un hotel en Egipto, donde fue declarado culpable de fraude y malversación de fondos.
Más adelante trabajó como empleado del Rosenhügel Hotel en Davos (Suiza), periodo durante el que escribió Recuerdos del futuro.
En diciembre de 1964, escribió un artículo titulado «Hatten unsere Vorfahren Besuch aus dem Weltraum?» (‘¿Nuestros antepasados fueron visitados desde el espacio?’) para el periódico germano-canadiense Der Nordwesten. El manuscrito de Recuerdos del futuro fue aceptado por un editor a principios de 1967 e impreso en marzo de 1968.
En noviembre de 1968 fue arrestado por fraude, falsificación de documentos de hoteles y falsas referencias de crédito para obtener préstamos por valor de 130 000 dólares estadounidenses durante un período de doce años. Dos años más tarde, von Däniken fue condenado por «repetida y mantenida» malversación de fondos, fraude y falsificación; el fallo del tribunal alegaba que el escritor había estado viviendo una vida al estilo de un playboy. Von Däniken entregó un alegato en favor de la nulidad de la sentencia, sobre la base de que sus intenciones no eran maliciosas y que las entidades de crédito habían tenido la culpa por no haber investigado adecuadamente sus referencias fraudulentas. El 13 de febrero de 1970, von Däniken fue condenado a tres años y medio de prisión y una multa de 3000 CHF (francos suizos). Cumplió un año de condena antes de ser puesto en libertad.
Su primer libro, Recuerdos del futuro, había sido publicado en la fecha de su juicio, y sus ventas le permitieron pagar las deudas y dejar el negocio hotelero. Escribió su segundo libro, Regreso a las estrellas, mientras estaba en prisión.

## Sus ideas
Los estudios de von Däniken han sido calificados como pseudociencia o pseudohistoria y ha recibido numerosas críticas desde los sectores serios de la ciencia y la arqueología, al presentar como misterios atribuibles a visitantes extraterrestres numerosos vestigios arqueológicos de todo el mundo, dando su explicación sin contar con pruebas de ningún tipo.
Básicamente, von Däniken da explicaciones inusuales a determinadas características de piezas arqueológicas, cuyo origen, según él, no estaría suficientemente documentado por la arqueología académica. Dichas explicaciones se basan en premisas no demostradas por la ciencia, como es la existencia de vida extraterrestre inteligente (hipótesis aceptada por la ciencia), que pudiera haber viajado por el espacio -en algún momento del pasado- hasta nuestro planeta (hipótesis no aceptada al no existir ninguna prueba fidedigna). Al no seguir ningún método científico apoyado en pruebas reales verificables por otras personas, no se le puede considerar un científico.
Un ejemplo típico serían unas figuras sudamericanas preincaicas de 3000 años de antigüedad, grabadas en oro, que representan lo que para los científicos sería arte plástico inspirado en formas de insectos. Sin embargo, estos «insectos» serían para von Däniken lo que él ve como sillas de piloto y estabilizadores verticales y horizontales, con lo cual a él le parece más lógico deducir que se trataría no de adornos, sino de aviones similares a los modernos, que los antiguos artistas debieron de conocer a través de su interacción con una cultura tecnológicamente mucho más avanzada de origen presumiblemente alienígena, a pesar de no haberse encontrado ningún rastro de ellos ni de otras tecnologías avanzadas en la zona. El relieve de la tapa de un sarcófago maya está considerado como otro falso oopart; en realidad, los arqueólogos explican que el sarcófago del rey K'inich Janaab' Pakal representa el comienzo del viaje del difunto rey al inframundo.
Debido a sus hipótesis, en 1991 se le otorgó el premio Ig Nobel de literatura (otorgado por una revista humorística) por su libro Recuerdos del futuro, en el que explicaba que la civilización pudo haber sido influida por astronautas extraterrestres. Aquí queda claro que von Däniken defiende la postura científica del creacionismo alienígena.

En el Samaraangana sutradhara hay capítulos completos dedicados a describir aeronaves que escupen fuego y mercurio por la cola.
Von Däniken, Recuerdos del futuro (pág. 72)

En realidad, el texto Samara-angana-sútradhara contiene seis versos (95 a 100 del capítulo 31) que apenas mencionan los vímanas, sin mencionar nada acerca de fuego, mercurio o una cola, pero es sencillo acomodar las observaciones a los intereses, lo que es justo lo contrario de lo que hacen los científicos. Mucho más detallados (y antiguos) son el Mahabharata y el Ramayana (ambos del siglo III a. C. aproximadamente).
En mayo de 2003 abrió un parque temático basado en sus hipótesis sobre los «dioses astronautas» en Suiza, el cual ha sido catalogado por científicos como Antoine Wasserfallen, de la Academia Suiza de Ciencias Técnicas, como un «Chernobil cultural».

## Errores y omisiones

El pilar de hierro de Delhi, erigido por Chandragupta el Grande.

En Recuerdos del futuro, von Däniken escribe sobre el pilar de hierro de Delhi, en la India, como una evidencia de la influencia extraterrestre al no estar oxidada. En una entrevista aparecida en la revista Playboy, al preguntarle por qué la columna no tiene rastro de oxidación y sobre las pruebas que respaldaban su sistema de construcción medieval y su resistencia a la corrosión, von Däniken dijo que posteriores investigaciones le llevaban a concluir otras cosas, por lo que descartaba que el pilar fuera un misterio.
En El oro de los dioses, von Däniken afirmaba que había sido guiado a través de una serie de túneles artificiales a un lugar dentro de la Cueva de los Tayos (Ecuador) que contenía extrañas estatuas de oro y una biblioteca en tablillas de metal que él consideraba como una evidencia de antiguos visitantes del espacio. El hombre que von Däniken afirmó que le había enseñado estos túneles, Juan Móricz, dijo a la revista Der Spiegel que las descripciones de von Däniken provenían de una larga conversación, y que las fotos del libro habían sido «un enredo». Von Däniken manifestó a la revista Playboy que, aunque había visto la biblioteca y otros lugares que había descrito, había fabricado algunos de los hechos para agregar interés a su libro. No obstante, en 1978 dijo que nunca había estado en la parte de la cueva que se ilustra en su libro, solo en una «sala lateral», y que había inventado todo el descenso a la cueva. Los geólogos que han examinado la zona no han encontrado ningún sistema de cuevas oculto. Von Däniken también escribió acerca de una colección de objetos de oro en poder del sacerdote local, Carlos Crespi Croci, que tenía un permiso especial del Vaticano para su investigación arqueológica, pero un arqueólogo informó a Der Spiegel que, si bien había algunas piezas de oro, muchas eran solo imitaciones locales para los turistas. Juan Moricz demostraría los engaños de von Däniken.
Afirmó que el sarcófago de Palenque representa un astronauta sentado en una nave espacial propulsada por cohetes, vestido con un traje espacial. Sin embargo, los arqueólogos no ven nada especial en la figura, que representa a un monarca maya muerto, que lleva peinado tradicional y las habituales joyas mayas, rodeado de símbolos mayas que pueden observarse en otros muchos dibujos mayas. La mano derecha no está manejando los controles de un cohete, sino simplemente haciendo un gesto tradicional maya de veneración, que otras figuras en los laterales del sarcófago también hacen. La forma de los "cohetes de propulsión" corresponden en realidad a dos serpientes emplumadas míticas que unen sus cabezas en la parte inferior y las "llamas" que producen los cohetes a las plumas de las serpientes. El supuesto "motor" del cohete bajo la figura es la cara de un monstruo, símbolo del inframundo.

## Obras
Estas son las obras de von Däniken que han sido publicadas en español (entre paréntesis se especifica el año de la primera edición):
- Recuerdos del futuro (Bonnier Group, 1968)
- ¿Carros de los dioses? (Souvenir Press Ltd, 1969)
- Regreso a las estrellas (Souvenir Press Ltd, 1970) ISBN 0-285-50298-0
- Gods from Outer Space (Bantam,1972; reprint of Return to the Stars)
- Erich von Däniken (1974). El oro de los dioses (Eduardo Videla, trad.). Barcelona, España: Ediciones Martínez Roca. ISBN 8427002637. Texto «año-original» ignorado (ayuda)
- Milagros de los dioses (Souvenir Press Ltd, 1975) ISBN 0-285-62174-2
- In Search of Ancient Gods: My Pictorial Evidence for the Impossible (Corgi books, 1976) ISBN 0-552-10073-0
- According to the Evidence (Souvenir Press, 1977) ISBN 0-285-62301-X
- Signs of the Gods (Corgi books, 1980) ISBN 0-552-11716-1
- The Stones of Kiribati: Pathways to the Gods (Corgi books, 1982) ISBN 0-552-12183-5
- La estrategia de los dioses: la octava maravilla (Souvenir Press, 1984) ISBN 0-285-62630-2
- Los ojos de la esfinge: nuevos descubrimientos sobre el antiguo Egipto faraónico (Berkley Publishing Corporation, 1996) ISBN 978-0-425-15130-3
- El retorno de los dioses (Element, 1998) ISBN 1-86204-253-5
- Arrival of the Gods: Revealing the Alien Landing Sites of Nazca (Element, 1998) ISBN 1-86204-353-1
- The Gods Were Astronauts: Evidence of the True Identities of the Old "Gods" (Vega books, 2001) ISBN 1-84333-625-1
- Odisea de los dioses (Vega books, 2002) ISBN 978-1-84333-558-0
- La historia miente (New Page books, 2009) ISBN 978-1-60163-086-5
- Evidence of the Gods (New Page books, 2010) ISBN 978-1-60163-247-0
- La llegada de los dioses: el calendario maya y el retorno de los extraterrestres (New Page books, 2010) ISBN 978-1-60163-141-1
- Remnants of the Gods: A Visual Tour of Alien Influence in Egypt, Spain, France, Turkey, and Italy (New Page Books, 2013) ISBN 1601632835

### En alemán
- Strategie der Götter: Das Achte Weltwunder (1982) ISBN 3-430-11979-0
- Der Tag an dem die Götter kamen (1984) ISBN 3-442-08478-4
- Habe ich mich geirrt? (1985) ISBN 3-570-03059-8
- Wir alle sind Kinder der Götter (1987) C. Bertelsmann, ISBN 3-570-03060-1
- Die Augen der Sphinx (1989) C. Bertelsmann, ISBN 3-570-04390-8
- Die Spuren der Ausserirdischen (1990) (Bildband) ISBN 3-570-09419-7
- Die Steinzeit war ganz anders (1991) ISBN 3-570-03618-9
- Ausserirdische in Ägypten (1991)
- Erinnerungen an die Zukunft (1992)
- Der Götter-Schock (1992) ISBN 3-570-04500-5
- Raumfahrt im Altertum (1993) ISBN 3-570-12023-6
- Auf den Spuren der Allmächtigen (1993) C. Bertelsmann, ISBN 3-570-01726-5
- Botschaften und Zeichen aus dem Universum (1994) C. Bertelsmann, ISBN 3-442-12688-6
- Im Name von Zeus (2001) C. Bertelsmann, ISBN 86-331-2372-X
- Götterdämmerung (2009) KOPP Verlag 978-3942016049
- Grüße aus der Steinzeit: Wer nicht glauben will, soll sehen!, (2010)
- Was ist falsch im Maya-Land?: Versteckte Technologien in Tempeln und Skulpturen, (2011)
- Was ich jahrzehntelang verschwiegen habe, (2015), ISBN 978-3864452383

### Documentales sobre Erich von Däniken
- Erich von Däniken: Die Videobiographie: documental alemán traducido al español (2005). Director: Torsten Sasse. Productor: Dokumedial.